# Kanton Palinges
Kanton Palinges (francouzsky Canton de Palinges) je francouzský kanton v departementu Saône-et-Loire v regionu Burgundsko. Tvoří ho sedm obcí.

## Obce kantonu
- Grandvaux
- Martigny-le-Comte
- Oudry
- Palinges
- Saint-Aubin-en-Charollais
- Saint-Bonnet-de-Vieille-Vigne
- Saint-Vincent-Bragny